# Барі (Сомалі)
Барі (сом. Bari) — адміністративний район (гоболка) у північній частині Сомалі. У Барі розташовані наступні великі міста: Босасо (столиця) і Гарда. Область межує з Санааг і Сул на заході, з Нугаль на півдні, з Аденською затокою на півночі, і з Індійським океаном на сході. Що стосується розмірів району, то Барі займає друге місце в Сомалійською республіці.
Барі особливо сильно постраждав від цунамі, викликаного в 2004 землетрусом в Індійському океані біля берегів Суматри, Індонезія. Понад сто людей були вбиті на півострові Хафун і біля прибережної дороги, що зв'язують область з іншими частинами Сомалі.

## Адміністративні центри
За даними уряду Автономного макро-регіону Пунтленд на північному сході Сомалі, Барі ділиться на два адміністративних центри: Барі на півночі (зі столицею Босасо) і Каркаар на півдні (зі столицею Гарда).

## Райони
У Барі існує вісім офіційних округів:
1. Кармо
2. Балідхідхін
3. Босасо — столиця Барі.
4. Гумбакс
5. Іскусхубан
6. Раса Біна
7. Кандала
8. Гарда

Також в Барі існують області проживання племен, іноді також звані районами, біля наступних місць:
- Баргал або Bargal 11°17′00″ пн. ш. 51°05′00″ сх. д. / 11.2833° пн. ш. 51.0833° сх. д.
- Код-дхехаад або Kob-dhehaad 10°36′ пн. ш. 49°30′ сх. д. / 10.6° пн. ш. 49.5° сх. д.
- Рако або Rako 9°47′00″ пн. ш. 49°44′00″ сх. д. / 9.7833° пн. ш. 49.7333° сх. д.
- Регіон Уфаун або Ufayn 10°39′ пн. ш. 49°45′ сх. д. / 10.65° пн. ш. 49.75° сх. д.
- Уахі або Uahie 10°01′00″ пн. ш. 49°02′00″ сх. д. / 10.0167° пн. ш. 49.0333° сх. д.
- Хафун або Dante 10°25′00″ пн. ш. 51°16′00″ сх. д. / 10.4167° пн. ш. 51.2667° сх. д.
- Гала-Гала або Galgala або Dante — знаходиться недалеко від столиці регіону Барі.